# Glympis ineptalis
Glympis ineptalis là một loài bướm đêm trong họ Erebidae.